# Río Guayquiraró
Río Guayquiraró är ett vattendrag i Argentina. Det ligger i den nordöstra delen av landet, 500 km norr om huvudstaden Buenos Aires, och mynnar ut i Rio Parana.
Omgivningen kring Río Guayquiraró består huvudsakligen av våtmarker. Området är glesbefolkat, med 10 invånare per kvadratkilometer.